# Schlosspark Mauerbach

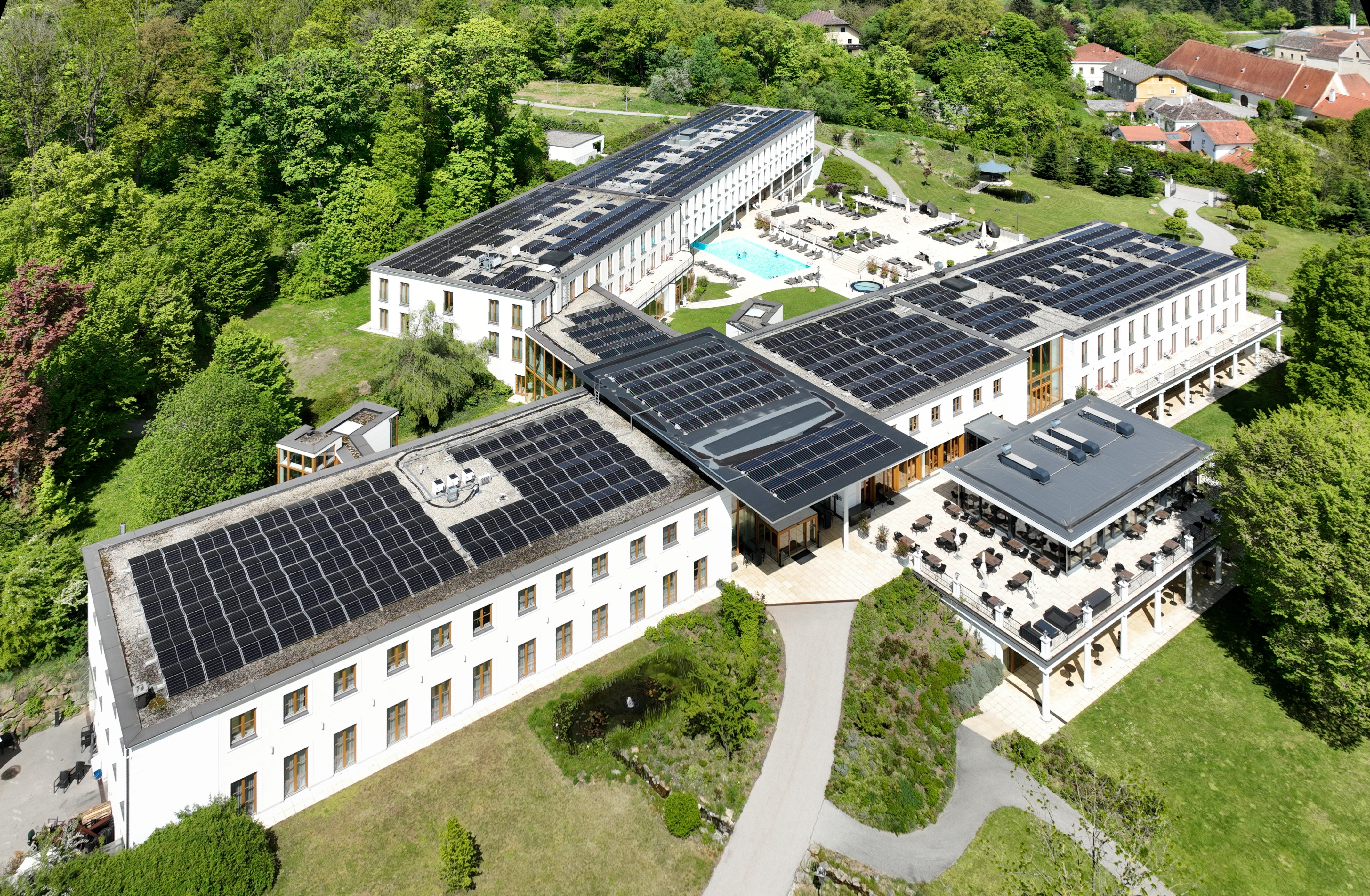
Hotel Schlosspark Mauerbach

Der Schlosspark Mauerbach befindet sich in der Wienerwald-Gemeinde Mauerbach am Stadtrand von Wien.

## Geschichte
Der am Stadtrand von Wien mitten im Wienerwald gelegene Schlosspark Mauerbach befindet sich in unmittelbarer Nähe zur Kartause Mauerbach, mit der es jedoch nicht nur das geografische Naheverhältnis, sondern auch historische Bezüge verbindet. Bis zur Schließung der Kartause Mauerbach durch Joseph II im Jahre 1782 war das Gelände im Besitz des Klosters. Es wurde in der Folge bis zum Jahre 1833 als land- und forstwirtschaftlicher Besitz vom Religionsfonds verwaltet.
1833 erwarb Georg Simon Freiherr von Sina das Grundstück. Er kultivierte das Gelände, gestaltete es zu einer Parklandschaft und ließ auf einer der Terrassen eine herrschaftliche Villa errichten, die fortan als „das Schloss“ bezeichnet wurde. Das Gebäude wurde 1840 von Architekt Alois Pichl errichtet.
Ab 1881 war Georg Fürst Maurocordato Herr im Schlosspark. Nach dessen Tod 1902 wechselten die Besitzer häufig. Im Jahr 1957 wurde das mittlerweile baufällige „Schloss“, dem in den Besatzungsjahren übel mitgespielt worden war, abgerissen. Das Parkgelände verwilderte zusehends, war jedoch beliebter Spielort der Kinder der Umgebung. Nach mehrfachem Besitzerwechsel wurde der Schlosspark von der MESONIC Holding GmbH erworben.
Genau 50 Jahre nach dem Abriss des „Schlosses“ wurde im Jahr 2007 mit der Errichtung des Seminar-Hotel-Restaurants Schlosspark Mauerbach begonnen. Die ersten Gäste wurden im August 2008 begrüßt und im Jahr 2016 wurde die Anlage erweitert und feierlich von Finanzminister Schelling eröffnet.

## Nutzung als Hotel
Aktuell bietet das Viersterne-Superiorhotel 85 Deluxe-Zimmer, 19 zum Teil kombinierbare Seminar- und Banketträume von 30 bis 525 m², Spa-Bereich, Wellness und Haubenküche im fünf Hektar großen historischen Parkgelände.

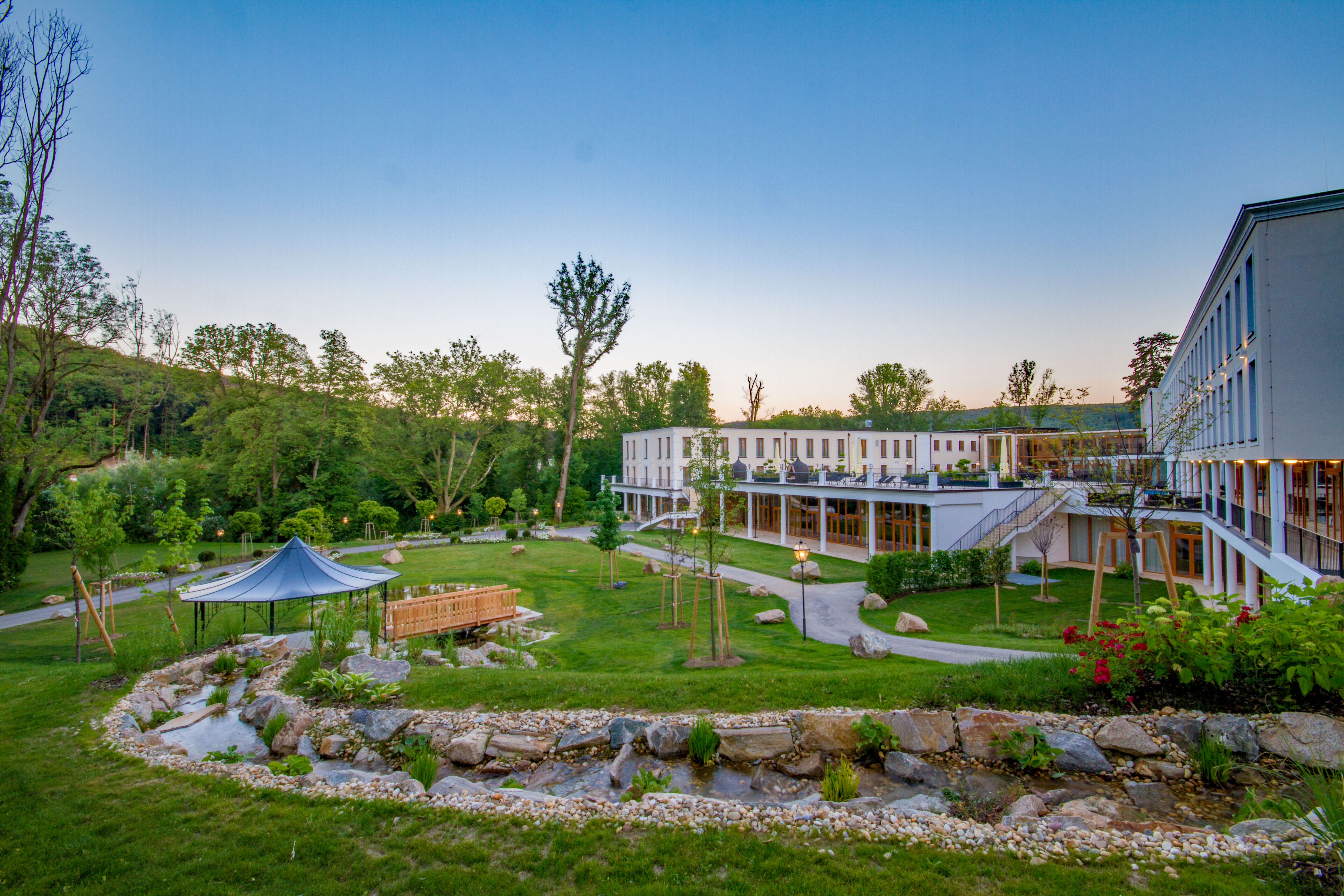
Parkanlage im Schlosspark Mauerbach
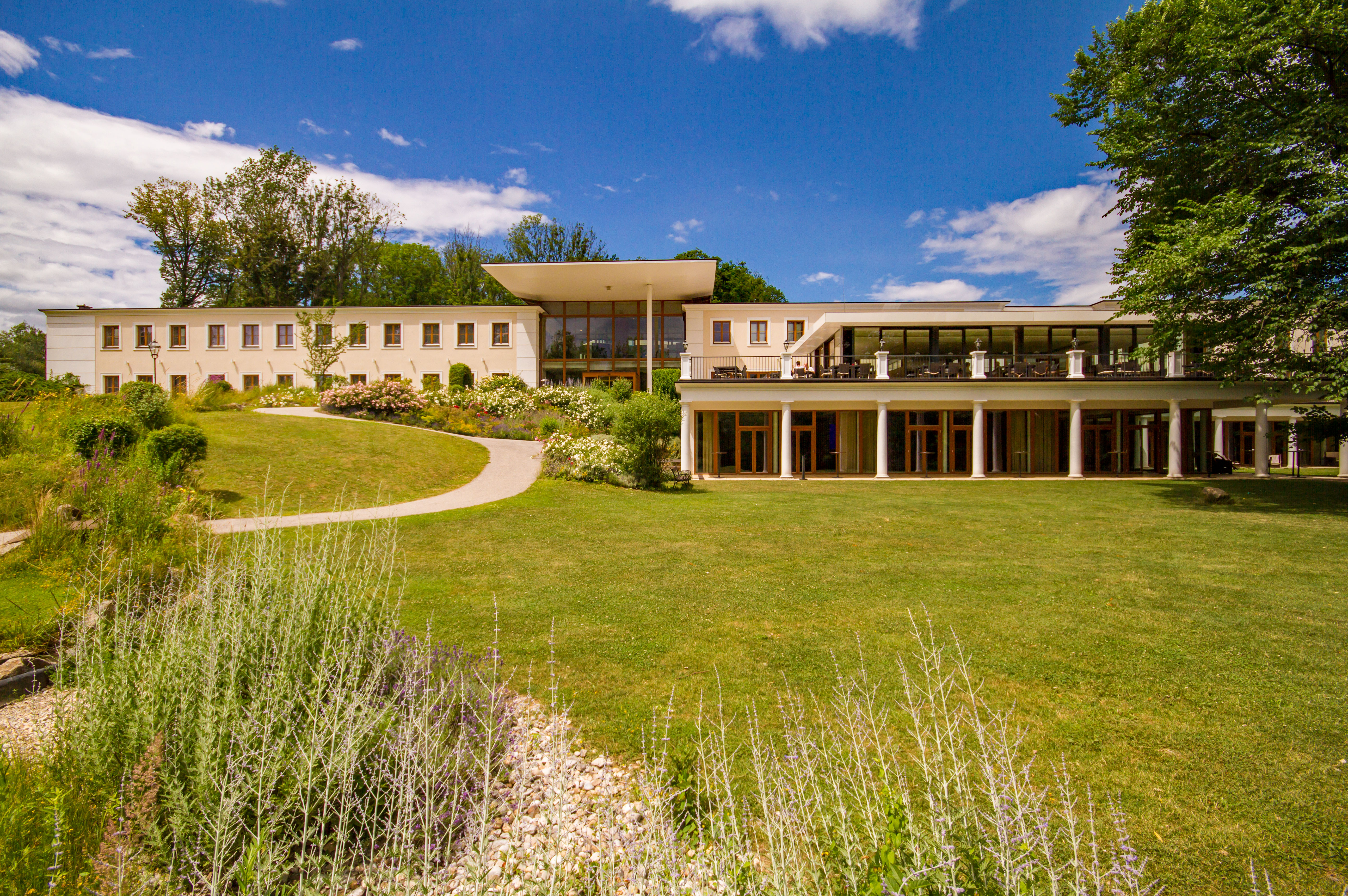
Schlosspark Mauerbach im Sommer
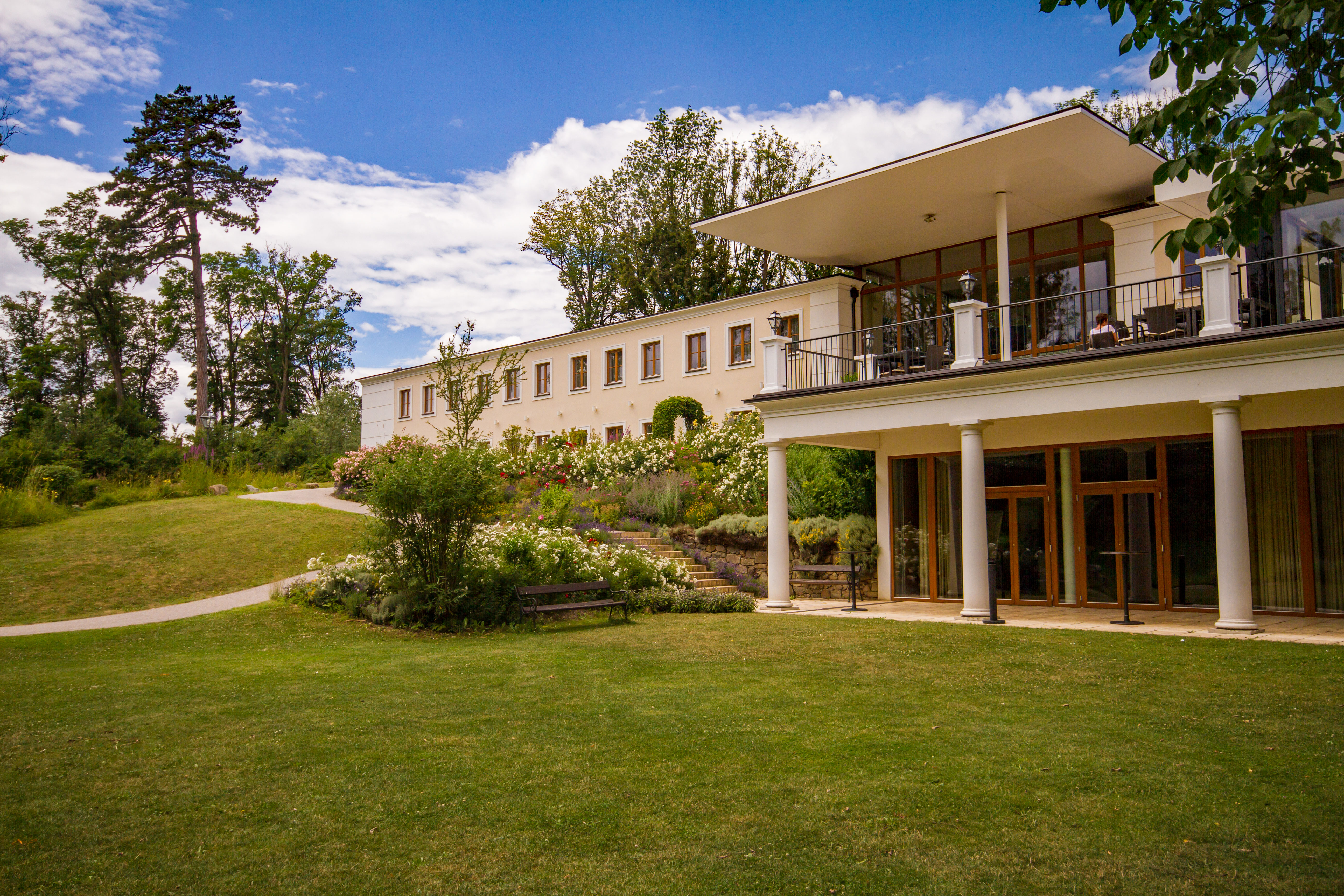
Eingangsbereich Schlosspark Mauerbach
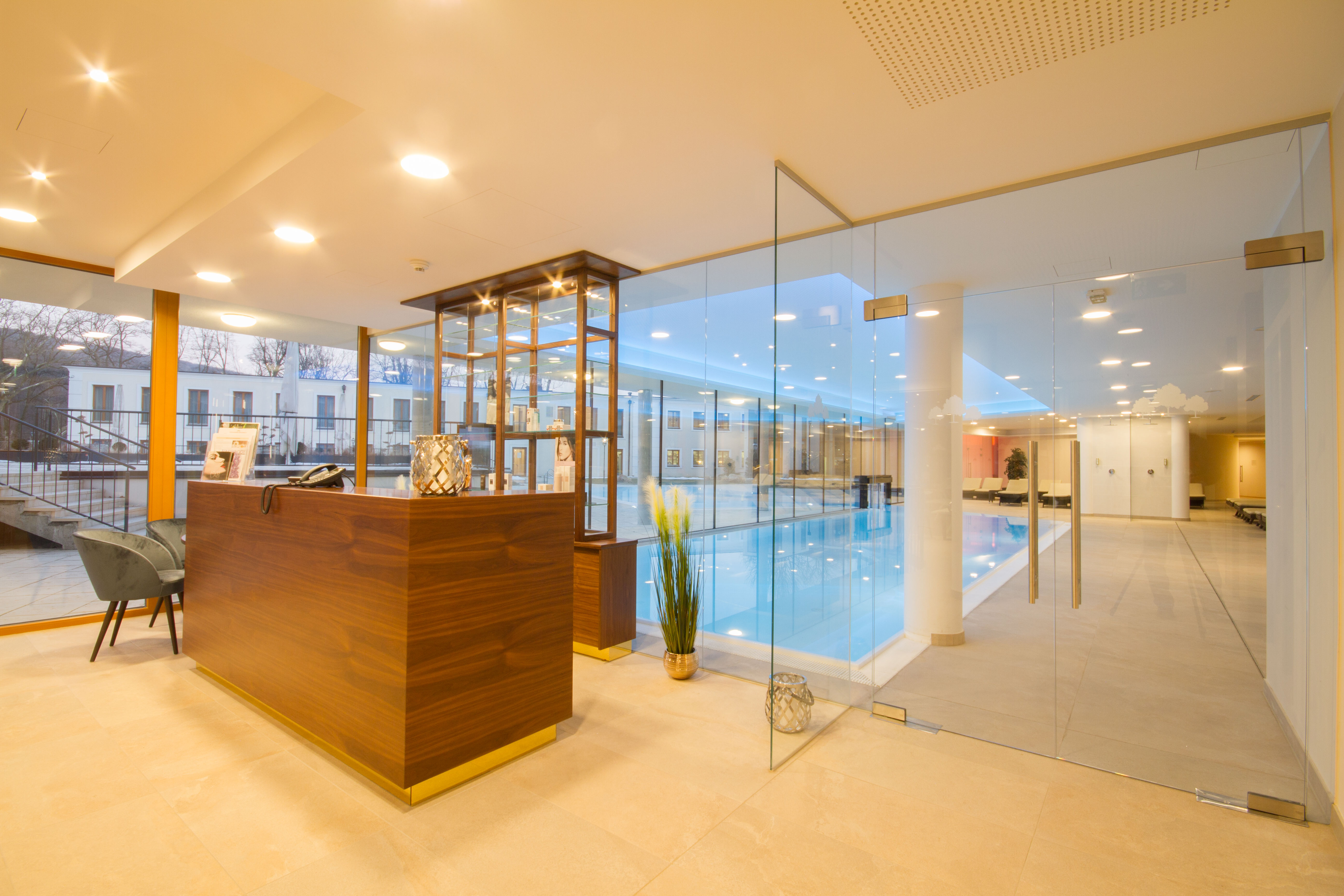
Spa im Schlosspark Mauerbach

## Veranstaltungen
Beim Treffen der OSZE-Außenminister empfing Gastgeber Sebastian Kurz (ÖVP) am 11. Juli 2017 seine Amtskollegen im Schlosspark Mauerbach.
Die zweite Regierungsklausur unter Kanzler Sebastian Kurz fand am 27. und 28. Mai 2018 im Schlosspark Mauerbach statt.